# Hr.Ms. Van Galen (1941)
Hr.Ms. Van Galen – holenderski niszczyciel z okresu II wojny światowej, należący do brytyjskiego typu N (J/K/N), w służbie holenderskiej w latach 1942–1956. Podczas wojny służył głównie na Oceanie Indyjskim, nosił wtedy numer taktyczny G84, po wojnie: J-3, JT-3, D-803. Budowany był dla marynarki brytyjskiej pod nazwą HMS „Noble”.

## Budowa
Budowę okrętu zamówiono dla marynarki brytyjskiej Royal Navy 15 kwietnia 1939 na podstawie programu z 1939 roku, podobnie jak innych niszczycieli typu N. Stępkę pod budowę położono 27 lipca 1939 w stoczni William Denny & Brothers (Denny) w Dumbarton w Szkocji, budowę rozpoczęto pod nazwą „Noble”. Przed wodowaniem, okręt 18 marca 1941 sprzedano Holandii, która poniosła duże straty w niszczycielach w lutym-marcu 1941 na Dalekim Wschodzie (początkowo miały być przekazane „Norman” i „Norseman” lecz zamieniono je z powodu opóźnień budowy spowodowanych bombardowaniami stoczni). Kadłub wodowano 17 kwietnia 1941. Okręt przyjęto do służby w marynarce holenderskiej 11 lutego 1942, jeszcze przed oficjalnym ukończeniem budowy 21 lutego 1942. Otrzymał  nazwę „Van Galen”, którą nosił przed nim zatopiony w 1940 roku niszczyciel typu Admiralen. W tej samej stoczni budowano też równocześnie niszczyciel holenderski „Tjerk Hiddes” (ex „Nonpareil”) tego samego typu, a wcześniej zbudowano HMS „Jaguar” i HMS „Kandahar” identycznych typów J i K. Koszt budowy wynosił 400 684 funtów, bez uzbrojenia i wyposażenia łączności. Po II wojnie światowej nazwę HMS „Noble” otrzymał w brytyjskiej służbie zwrócony przez Polskę niszczyciel „Piorun”, ex. „Nerissa”.

## Służba

### Ocean Indyjski 1942-1944

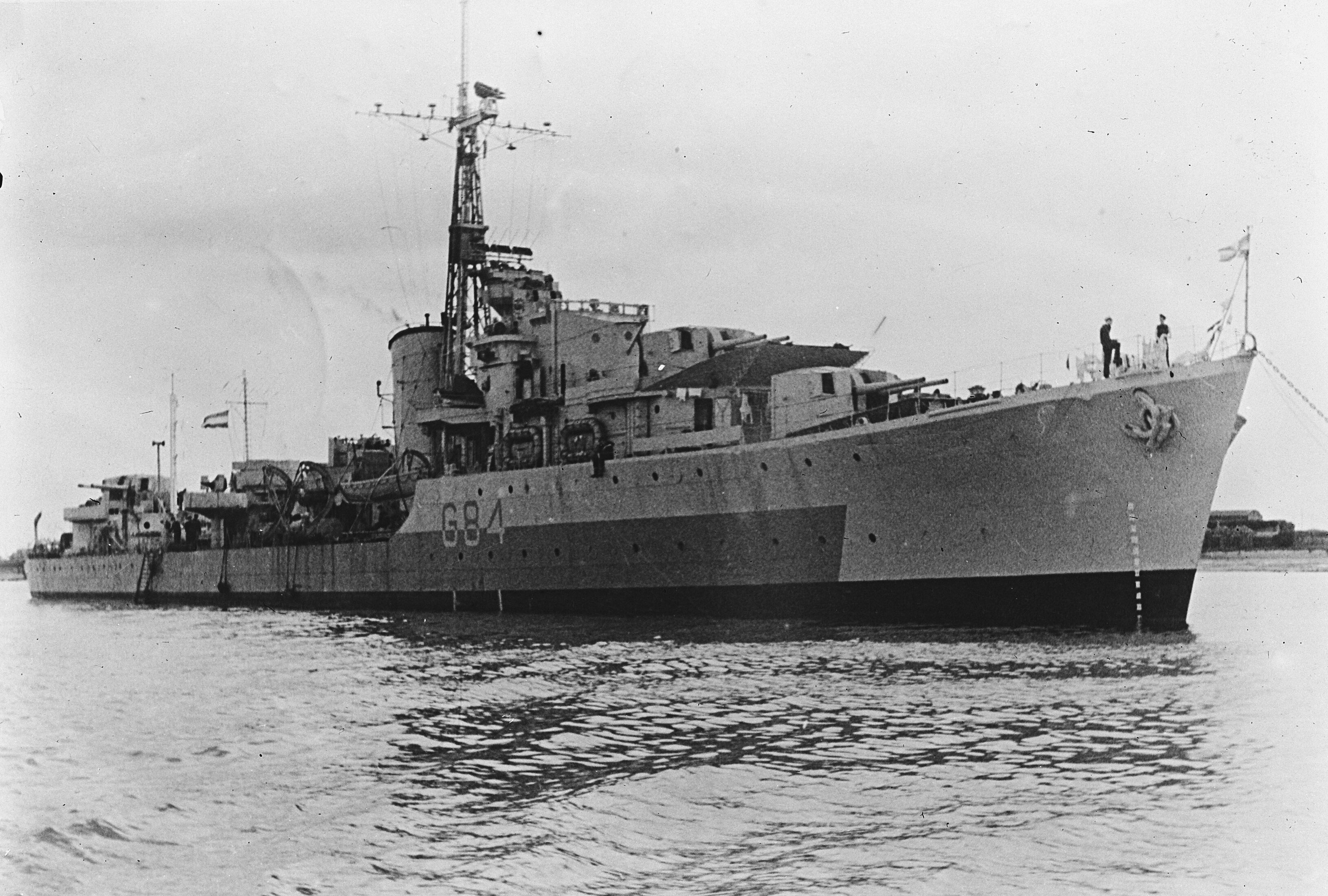
„Van Galen” (G84) podczas wojny

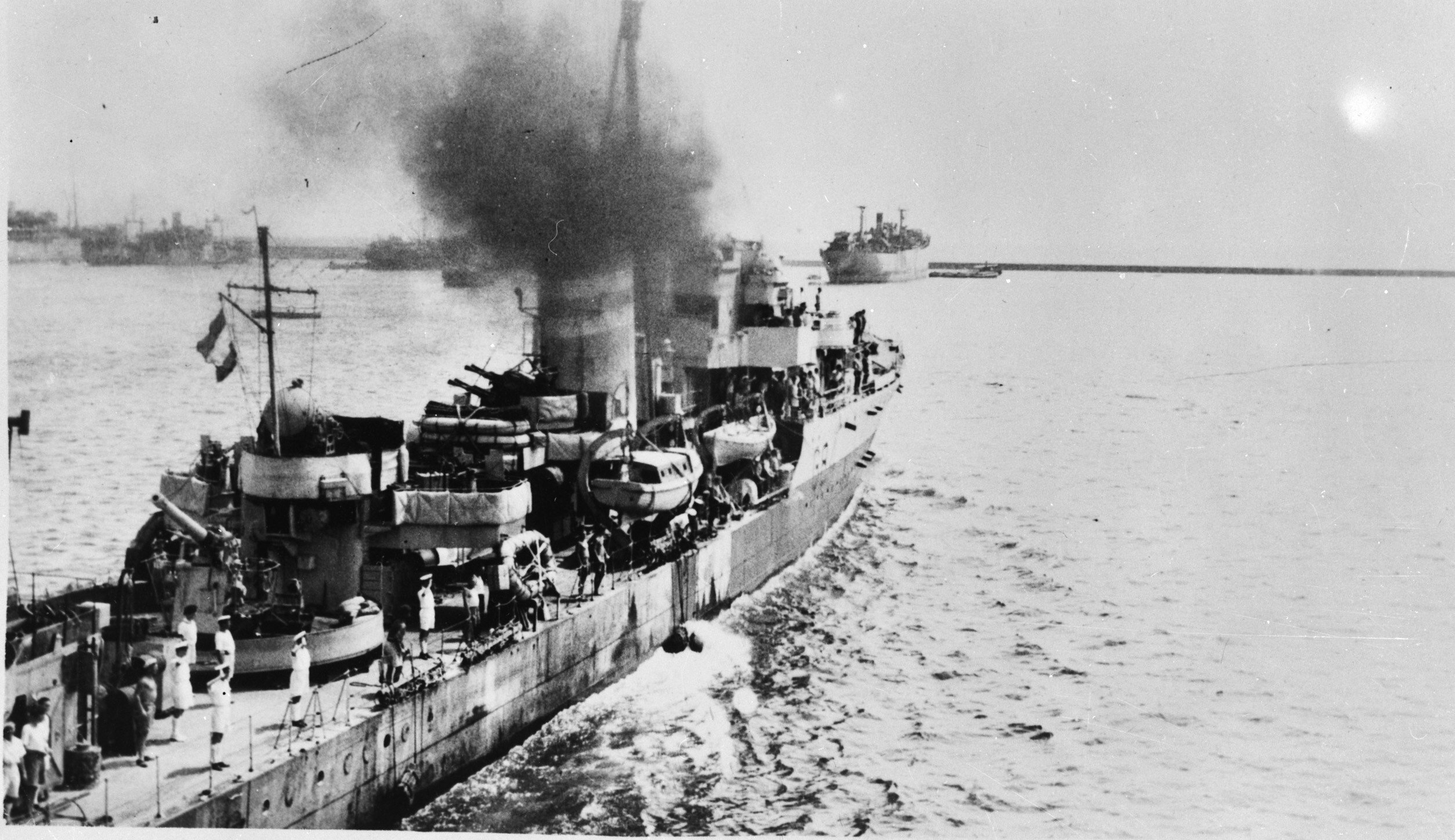
„Van Galen” (G84) na Oceanie Indyjskim podczas wojny

Po wejściu do służby okręt przydzielono do 7. Flotylli Niszczycieli brytyjskiej Floty Wschodniej. Przez pierwszy okres uzyskiwania gotowości bojowej, stacjonował w Scapa Flow w składzie Floty Metropolii (Home Fleet). 15 kwietnia 1942 wyruszył docelowo na Ocean Indyjski, płynąc w eskorcie konwoju WS-18 z Wielkiej Brytanii przez Freetown. W czerwcu dotarł do bazy Kilindini, skąd następnie pełnił służbę eskortową na Oceanie Indyjskim w składzie brytyjskiej Floty Wschodniej.
Na przełomie lipca i sierpnia 1942 wziął udział w operacji Stab – w osłonie pancernika „Warspite” i lotniskowców HMS „Illustrious” i "Formidable" – polegającej na pozorowaniu zamiaru desantu na Andamanach, przerwanej na początku sierpnia. Od 9 września brał udział w inwazji na francuski Madagaskar. 10 września wraz z krążownikiem „Jacob van Heemskerck” i niszczycielami HMAS „Napier” i HMS „Inconstant” brał udział w desancie komandosów w Morondava na zachodnim wybrzeżu Madagaskaru (operacja Tamper).
Następnie „Van Galen” został w październiku 1942 skierowany do służby konwojowej na wodach Australii, głównie pomiędzy Sydney a Fremantle i na południowo-zachodnim Pacyfiku, w składzie amerykańskiej 7. Floty  (wraz z „Tjerk Hiddes” i krążownikiem „Tromp”). W listopadzie brał udział w ewakuacji wojska z Timoru do Darwin w Australii. W kolejnych miesiącach powrócił do służby konwojowej. W dniach 18-24 lutego 1943 osłaniał na odcinku z Fremantle do Melbourne duży konwój statków pasażerskich przewożących australijską 9. Dywizję Piechoty z Adenu do Australii (wraz z „Tjerk Hiddes”, „Tromp” i HMAS „Adelaide” – operacja Pamphlet).
W lutym 1944 okręt powrócił wraz z „Tjerk Hiddes” i „Tromp” w skład brytyjskiej Floty Wschodniej, bazując głównie w Trincomalee. Od 22 marca wziął udział w operacji Diplomat – wypadzie głównych sił floty z lotniskowcem „Illustrious” na Oceanie Indyjskim w celu spotkania z lotniskowcem USS „Saratoga”. Wchodził następnie w skład Zespołu 69 (Task Force 69) ubezpieczającego atak samolotów z lotniskowców zespołu TF 70 (HMS „Illustrious” i USS „Saratoga”) na bazę japońską w Sabang 19 kwietnia 1944 (operacja Cockpit), a następnie podobny atak tych lotniskowców na Surabaję 17 maja (w składzie zespołu TF 65, osłaniającego TF 66 – operacja Transom).
W czerwcu okręt powrócił do służby eskortowej na Oceanie Indyjskim. W październiku wziął udział w operacji Millet, mającej rozproszyć uwagę japońską przed amerykańskim lądowaniem na Leyte. W składzie 2. grupy zespołu 63 (z krążownikiem HMS „London” i niszczycielami HMS „Raider” i HMAS „Norman”) osłaniał lotniskowce 17 października podczas ataków na wyspę Nancowry oraz bombardował wyspę Kar Nicobar na Nikobarach.

## Europa Północna 1944-1945
W listopadzie 1944 „Van Galen” został skierowany z powrotem do Wielkiej Brytanii. Od grudnia pełnił służbę konwojową na południowo-wschodnich podejściach do Wielkiej Brytanii, bazując w Plymouth, w składzie 8. Flotylli Niszczycieli. Od marca do lipca 1945 był remontowany w Southampton. 28 sierpnia 1945 przybył po raz pierwszy do Amsterdamu w Holandii.

## Służba powojenna
Po zakończeniu wojny, jeszcze w 1945 „Van Galen” został skierowany do służby kolonialnej w Holenderskich Indiach Wschodnich (obecnej Indonezji), gdzie toczyły się walki niepodległościowe. W 1948 powrócił do Holandii na remont.
W latach 1951–1952 służył w składzie sił ONZ podczas wojny koreańskiej, po czym powrócił na wody europejskie. W 1951 został uszkodzony przez tajfun Ruth koło Japonii.
W 1953 został wycofany do rezerwy, a w 1956 skreślony z listy floty i w lutym 1957 złomowany.

## Dane techniczne
Dane dotyczące uzbrojenia i radarów odnoszą się ogólnie do okrętów typu N – daty zmian są przybliżone.

### Uzbrojenie
- 6 dział kalibru 120 mm QF Mk XII na podwójnych podstawach CP Mk XIX, osłoniętych maskami (3xII)
  - długość lufy: L/45 (45 kalibrów), donośność maksymalna 15 520 m, kąt podniesienia +40°, masa pocisku 22,7 kg
- 1 działo plot 102 mm QF Mk V na podstawie HA Mk III
  - długość lufy: L/45, kąt podniesienia +80°, masa pocisku 14,06 kg
    - do 1942/1943
- 4 automatyczne armaty przeciwlotnicze 40 mm Vickers Mk VIII („pom-pom”) poczwórnie sprzężone na podstawie Mk VII (1xIV)
- 4-6 automatyczne działka plot 20 mm Oerlikon 20 mm (ilość stopniowo wzrastała, 4xI do 6xI, później 2xII i 2xI)
- 5 wyrzutni torpedowych 533 mm w aparacie torpedowym PR Mk II (1xV), 5 torped Mk IX
  -     - od 1942/1943 – 10 wyrzutni, 2xV
- 1 zrzutnia na 6 bomb i 2 miotacze bomb głębinowych (20-45 bomb głębinowych)

### Wyposażenie
- hydrolokator
- system kierowania ogniem artylerii: osobne dalocelownik (DCT) i główny dalmierz z punktem kierowania ogniem plot (na nadbudówce dziobowej)
- radar dozoru ogólnego Typ 286 (na głównym maszcie), później Typ 291
- radar kierowania ogniem plot Typ 285 (na stanowisku dalmierza)